# LRPAP1
LRPAP1 (англ. LDL receptor related protein associated protein 1) – білок, який кодується однойменним геном, розташованим у людей на короткому плечі 4-ї хромосоми. Довжина поліпептидного ланцюга білка становить 357 амінокислот, а молекулярна маса — 41 466.
| 10         |  | 20         |  | 30         |  | 40         |  | 50         |
| ---------- |  | ---------- |  | ---------- |  | ---------- |  | ---------- |
| MAPRRVRSFL |  | RGLPALLLLL |  | LFLGPWPAAS |  | HGGKYSREKN |  | QPKPSPKRES |
| GEEFRMEKLN |  | QLWEKAQRLH |  | LPPVRLAELH |  | ADLKIQERDE |  | LAWKKLKLDG |
| LDEDGEKEAR |  | LIRNLNVILA |  | KYGLDGKKDA |  | RQVTSNSLSG |  | TQEDGLDDPR |
| LEKLWHKAKT |  | SGKFSGEELD |  | KLWREFLHHK |  | EKVHEYNVLL |  | ETLSRTEEIH |
| ENVISPSDLS |  | DIKGSVLHSR |  | HTELKEKLRS |  | INQGLDRLRR |  | VSHQGYSTEA |
| EFEEPRVIDL |  | WDLAQSANLT |  | DKELEAFREE |  | LKHFEAKIEK |  | HNHYQKQLEI |
| AHEKLRHAES |  | VGDGERVSRS |  | REKHALLEGR |  | TKELGYTVKK |  | HLQDLSGRIS |
| RARHNEL    |  |            |  |            |  |            |  |            |

A: Аланін

D: Аспарагінова кислота

E: Глутамінова кислота

F: Фенілаланін

G: Гліцин

H: Гістидин

I: Ізолейцин

K: Лізин

L: Лейцин

M: Метіонін

N: Аспарагін

P: Пролін

Q: Глутамін

R: Аргінін

S: Серин

T: Треонін

V: Валін

W: Триптофан

Кодований геном білок за функцією належить до фосфопротеїнів. 
Задіяний у такому біологічному процесі як поліморфізм. 
Білок має сайт для зв'язування з молекулою гепарину. 
Локалізований у ендоплазматичному ретикулумі, апараті гольджі, ендосомах.